# Protector (1999 computerspel)
Protector is een computerspel dat werd ontwikkeld door Bethesda Softworks en uitgegeven door Songbird Productions. Het spel kwam in december 1999 uit voor de Atari Jaguar. Het spel gaat over planetoïde Haven-7, dat zich dicht bij de aarde bevindt. Ruimtewezens willen binnenkort de planetoïde innemen en de speler moet bescherming bieden. Het spel omvat drie moeilijkheidsgraden. Ook zijn er power-ups om de wapenuitrusting te verbeteren en ship upgrades om het ruimteschip te versterken.